# هاریسا (خوراک)

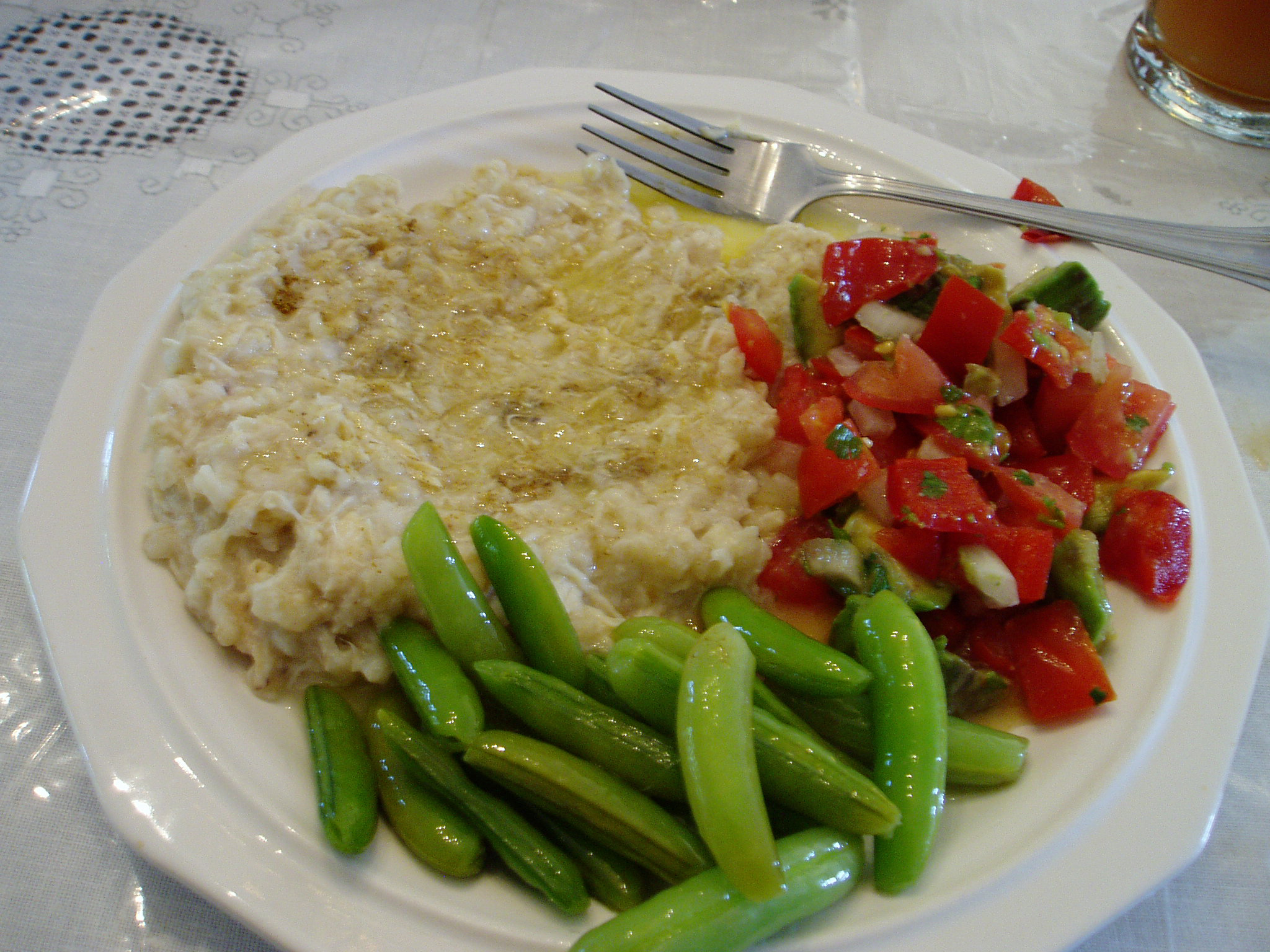

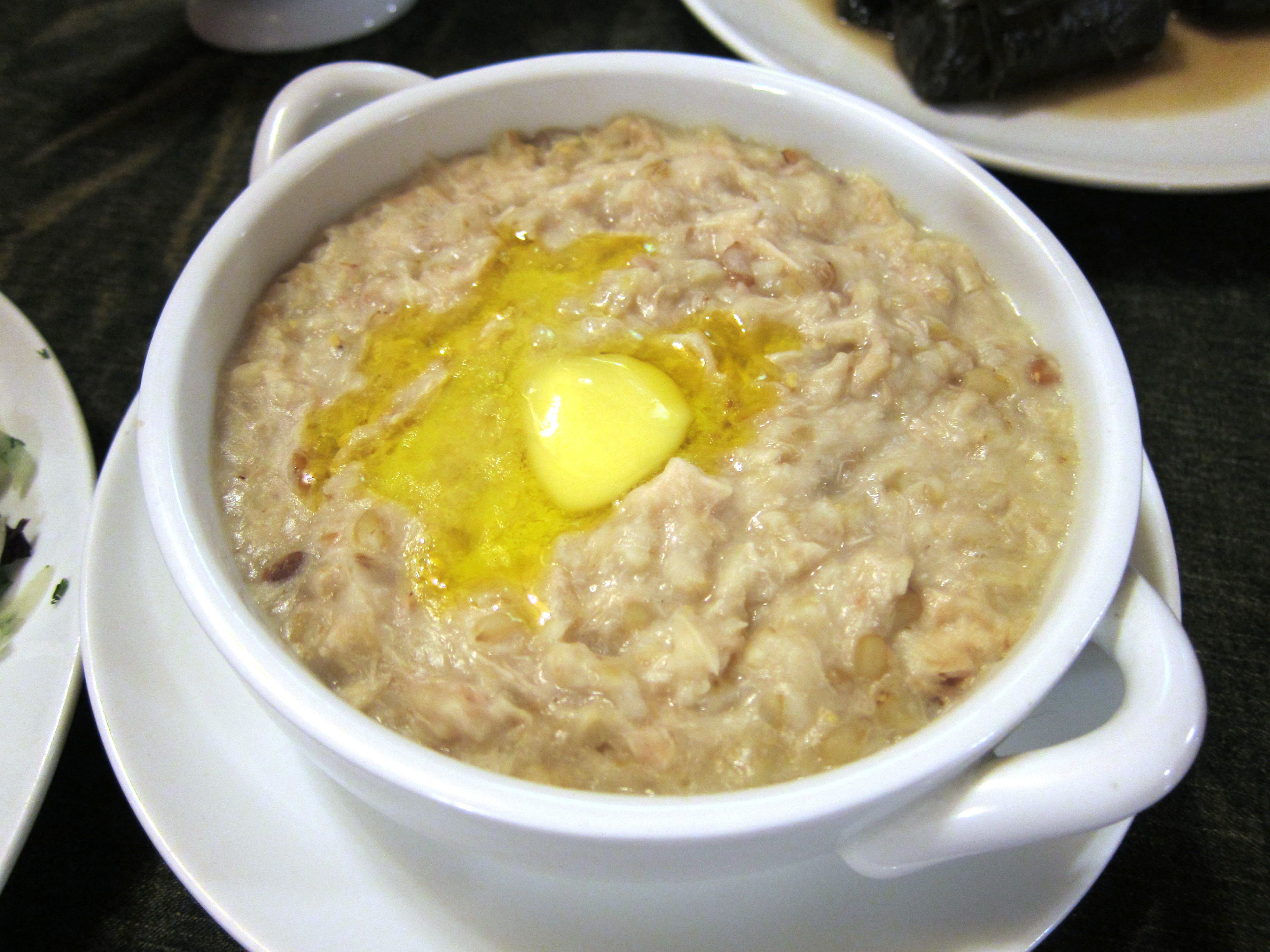

هاریسا (ارمنی: հարիսա ) یک خوراک آشپزی ارمنی در منطقه دشت آرارات می‌باشد.
ابتدا پوسته گندم با مرغ، گوشت گوسفند یا گوشت گاو پخته شده در آب، گوشت را خرد کرده و سپس با پوسته گندم مخلوط می‌کنند. در آخر هنگام سرو غذا کره یا روغن به آن اضافه می‌کنند.
هاریسا باعث شد که ارمنیان حاضر در مقاومت موسی داغ در سال ۱۹۱۵ زنده بمانند.

## در آشپزی تاجیکی
خوراکی مشابه نیز با نام هلیسه (تاجیکی:ҳалиса/halisa) در آشپزی تاجیکی کشور ازبکستان وجود دارد که بکی از غذای سنتی شهر سمرقند به شمار می‌رود.